# Paul Lintier
Pour les articles homonymes, voir Lintier.
Paul Lintier, né le 13 mai 1893 à Mayenne et tué le 15 mars 1916 à Jeandelaincourt, est un écrivain français.

## Origine
Paul Michel Lintier est le fils de Paul Lintier, maire de Mayenne de 1898 à 1910. Élève de l'école publique de Mayenne, il effectue ses études au lycée de Laval.

## Lyon
Après son baccalauréat obtenu en 1910, il opte pour des études de droit. C'est à la faculté de Lyon, où son oncle Édouard Lambert était professeur, que le jeune homme arrive pour commencer sa vie estudiantine.
En 1911, il écrit Un propriétaire et divers autres menus récits petit recueil de contes qu’il dédie à la mémoire d’Émile Tessier. Paul Lintier fonde le Lyon-Étudiant. À Lyon, où son accent détonnait, il parle beaucoup, écrit, se destinant aux lettres, et projette déjà de grands livres. « Ce qu'il nous laisse et qui suffirait à la carrière de maintes notoriétés n'est rien au prix de, ce qu'il eût construit », a écrit Henri Béraud, journaliste, devenu son ami. Il obtient sa licence en Droit et écrit Un Croquant en 1913.

## Première Guerre mondiale
Il renonce à sa carrière de juriste et s'engage, devançant l’appel, à 20 ans dans l'artillerie au 44e RAC du Mans, affecté à la 11e batterie. Il continue à écrire, et publie au 1914 une plaquette consacrée à son ami Adrien Bas.
Au mois d'août 1914, il est au front. Il est blessé à la main le 22 septembre 1914 près de Fresnières. Au poste de secours, on veut l'amputer du pouce. Il s’enfuit alors vers une autre ambulance à Canny-sur-Matz. Il sauve son doigt. Il est envoyé à l’hôpital de Mayenne où il rencontre Marcel Audibert, alors soldat du 102e régiment d'infanterie, blessé lui aussi. Convalescent, il remplace Victor Bridoux le directeur de Mayenne-Journal. Il y publie alors des petits textes ayant la guerre pour sujet.
Il est promu le 1er avril 1915, brigadier. En juillet 1915, il est à nouveau volontaire, malgré une main presque infirme, pour le front d’abord dans une Section de Munitions. Il commence alors la rédaction d’un nouveau carnet qui deviendra Le Tube 1233.

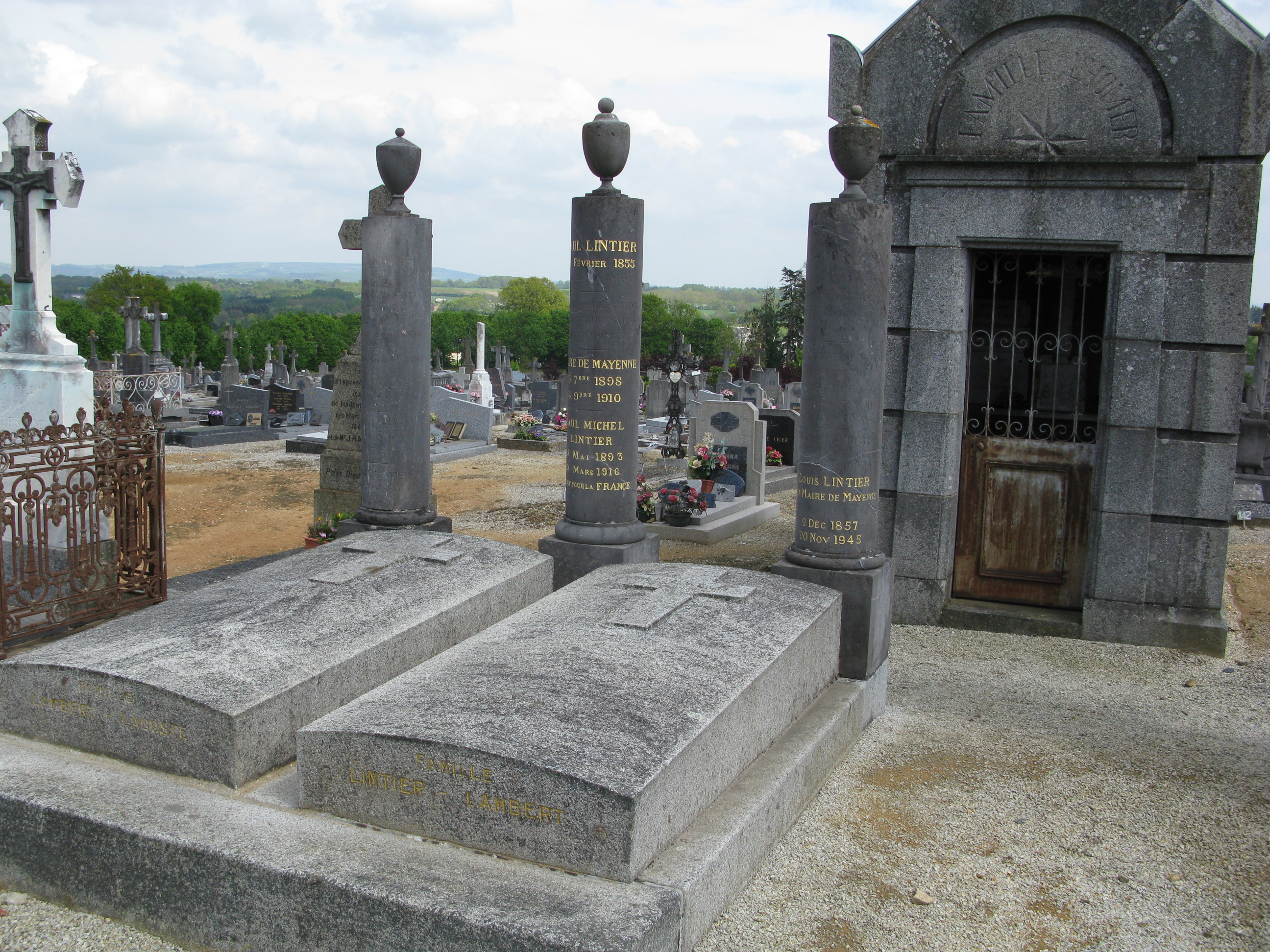
Caveau de la famille Lintier dans le cimetière de Mayenne.

Il est tué le 15 mars 1916 à Jeandelaincourt par un éclat d'obus. Son corps est transporté à l’hôpital de Faulx. Inhumé le 17 mars 1916 dans le cimetière de Faulx, il repose depuis 1921 à Mayenne dans le caveau familial.

## Le début de la guerre
Paul Lintier, engagé quelques mois plus tôt, est en caserne au Mans. Il raconte, dans le livre Ma pièce, la guerre qui commence le samedi 1er août 1914, à la fin de l'après-midi, ainsi : « Nous nous préparons à dîner ensemble. J'ai débouché une bouteille de vieux bordeaux. De la rue, par une fenêtre ouverte, monte un grand murmure. En même temps, quelque chose de magnétique, d'indicible et de précis nous traverse soudain tous les deux. Nous nous regardons... La bouteille est restée penchée au bord du verre. Je dis : ça y est ! Le Mée fait oui du front. Nous courons à la fenêtre. Tous les visages reflètent la même expression de stupeur, d'angoisse ou d'égarement. ».

## Ma pièce
C'est Ma pièce qui allait faire connaître, trop tard, Paul Lintier du jour au lendemain dans toute la France : au moment même où le livre sortait des presses, il venait de mourir. « Le livre connut une vogue extraordinaire. Les écrivains, les lettrés, les journalistes déplorèrent vivement la perte de cet inconnu qui se révélait brusquement comme un héros et comme un noble artiste. Du jour au lendemain, son nom devint presque célèbre », commente Henri Béraud.
L'Académie française couronne le livre, lui décernant le Prix Montyon et « L'Humanité » le publie en feuilleton. Ses deux principaux livres, Ma pièce et Le tube 1233, sont le récit exact de sa guerre rédigé au jour le jour sur un carnet. « C'est une excellente discipline. Outre que ces notes seront totalement terriblement vécues, j'y trouve le grand avantage de me tenir bien en main moi-même. Je ne sais rien de plus calmant ni de meilleur », écrivait le jeune homme à sa famille. Et ses camarades l'ont vite considéré comme leur mémoire dans ce monde brutal, sanglant et dérisoire. À leur demande, il écrit sur la première page de son carnet (il était formellement interdit de fouiller les morts) : « Au cas où je serais tué, je prie mes camarades de conserver ces feuilles jusqu'au moment où ils pourront les faire tenir sûrement à ma famille. » Ses dernières feuilles de route ont d'ailleurs été, précise-t-on dans Le tube 1233, « ramassées sur son corps sanglant par les soins de ses amis et compagnons d'armes servants de la pièce 1233 ».
Des passages seront censurés dans l'œuvre de Paul Lintier, Le Tube 1233. En octobre 1916, Le Crapouillot publie une page inédite de Paul Lintier. Marcel Audibert écrira dans ce même journal, à la sortie de cet ultime livre : « Il forme avec Ma Pièce un admirable diptyque, dont les deux pièces ont chacune leur originalité, mais avec un air de famille auquel on ne se trompe pas. Et pourtant il y a une dissemblance... Il y avait dans Ma Pièce un bel enthousiasme juvénile... le Tube 1233 est un livre plus grave, bien plus grave... C'est que depuis des mois, hélas ! Lintier avait souffert. Ce qui restait en lui d’enthousiaste jeunesse avait fait place à une acceptation clairvoyante, grave et résignée, de la fatalité, quelle qu'elle dût être. » Octave Mirbeau déclarera vouloir apporter sa voix à Ma Pièce pour le prix Goncourt 1916, qui sera attribué à Henri Barbusse.
Jean Norton Cru, auteur de l'une des premières études du témoignage de guerre français, considère que Lintier est l'un des meilleurs témoins et écrivains combattants de la Grande Guerre.

## Hommages
- Un boulevard de Mayenne (portion de la Route nationale 12) porte son nom.
- La rue Paul-Lintier de Lyon lui est dédié[16].

## Œuvres
- Un propriétaire et divers autres menus récits, chez Bridoux, Mayenne, 1912.
- Un Croquant, E.Basset et Cie, éditeurs[17], Paris, 1913.
- Adrien Bas : une vie dédiée à la peinture, Préface de Henri Béraud, L'Œuvre nouvelle 1913. Réédité en 2006, Lyon, Mémoire des arts.
- Ma pièce, souvenirs d'un canonnier (1914), Paris, Plon-Nourrit, 1916    (Wikisource), Préface de Edmond Haraucourt, Publié en feuilleton dans L'Humanité.
- Le Tube 1233, souvenirs d'un chef de pièce (1915-1916), Paris, Plon-Nourrit et Cie, 1917, Avant-propos de Henri Béraud.

## Sources et fonds d'archives
- Fonds Paul Lintier aux archives de Lyon